# Onthophagus hajimei
Onthophagus hajimei är en skalbaggsart som beskrevs av Masumoto 1984. Onthophagus hajimei ingår i släktet Onthophagus och familjen bladhorningar. Inga underarter finns listade i Catalogue of Life.